# 巴特勒鎮區 (阿肯色州蘭道夫縣)
巴特勒鎮區（英語：Butler Township）是位於美國阿肯色州蘭道夫縣的一個行政鎮區。

## 地方資料
巴特勒鎮區的面積為26.73平方千米，當中陸地面積為26.67平方千米，而水域面積為0.06平方千米。根據2010年美國人口普查的數據，當地共有人口57人，而人口密度為每平方千米2.13人。